# Изложба корисника Фонда младих 1982—1983 (1983)
Изложба корисника Фонда младих 1982—1983. се одржала од новембра до децембра 1983. године у Дому културе и спортова Обреновац и „Првој искри” Барич.

## Излагачи
- Александар Антић
- Јармила Вешовић
- Борут Вилд
- Зоран Гребенаровић
- Антонија Драгутиновић
- Веселин Драшковић
- Игор Драгичевић
- Петар Ђурђевић
- Синиша Жикић
- Станко Зечевић
- Ранка Лучић Ранковић
- Душан Јевтовић
- Срђан Јовановић
- Душан Јуначков
- Слободан Крстић
- Дијана Кожовић
- Ева Мрђеновић
- Тафил Мусовић
- Мира Орлић
- Миодраг Петровић
- Мице Попчев
- Светлана Раденовић
- Љиљана Стојановић
- Ана Танић
- Милош Шкрбовић